# Лисицын, Николай Максимович
Николай Максимович Лисицын (21 мая 1918 года — 9 января 2007 года)— советский хозяйственный, государственный и политический деятель.

## Биография
Родился в 1918 году в селе Стаево. Член ВКП(б) с 1943 года.
Участник Великой Отечественной войны. С 1938 года — на хозяйственной, общественной и политической работе. В 1938—1983 гг. — в паровозном депо г. Джанкоя, инженер-механик Кочетовской дистанции пути, начальник отдела капитального строительства, секретарь парткома предприятия, второй секретарь Мичуринского горкома КПСС, заместитель председателя Тамбовского облисполкома, 1-й секретарь Тамбовского городского комитета КПСС, секретарь Тамбовского промышленного областного комитета КПСС, 2-й секретарь Тамбовского областного комитета КПСС, председатель Тамбовского областного Совета профсоюзов.
Избирался депутатом Верховного Совета РСФСР 7-го и 8-го созывов.
Умер в 2007 году в Тамбове.